# Switlana Majboroda
Switlana Majboroda (ukrainisch Світлана Майборода, wiss. Transliteration Svitlana Majboroda; * 2. Juni 1981 in Charkiw) ist eine ukrainische Mathematikerin und Hochschullehrerin an der University of Minnesota und der ETH Zürich.

## Leben und Wirken
Majboroda studierte Mathematik an der Nationalen Universität Charkiw und Finanzwissenschaft am Kharkiv Institute of Physics and Technology. In beiden Fächern erwarb sie 2001 ihren Abschluss. 2005 wurde sie mit der von Marius Mitrea betreuten Arbeit The Poisson Problem in Lipschitz Domains von der University of Missouri zur Ph.D. promoviert. 
Anschließend hatte sie Gastprofessuren an der Australian National University (2005), der Ohio State University (2005–2008) und der Brown University (2007) inne. Ab 2008 war sie Assistenzprofessorin an der Purdue University, 2011 wechselte sie als außerplanmäßige Professorin an die University of Minnesota. 2014 erhielt sie den AWM-Sadosky-Forschungspreis in Analysis. 2015 wurde Majboroda in Minnesota zur ordentlichen Professorin ernannt. Im selben Jahr wurde sie in die American Mathematical Society aufgenommen. 
Seitdem hatte sie an der University of Minnesota unter anderem den Northrop und danach den McKnight Presidential inne und gründete die Simons Collaboration on Localization of Waves, deren Direktorin sie seitdem ist. Seit 1. August 2023 ist sie zusätzlich ordentliche Professorin an der ETH Zürich. Ebenfalls 2023 erhielt sie den Blavatnik National Award. 2024 wurde Majboroda in die Europäische Akademie der Wissenschaften und Künste aufgenommen, ein Jahr später zum Mitglied in die Deutsche Akademie der Naturforscher Leopoldina und zum Mitglied in die Academia Europaea gewählt. Am 1. Juni 2025 übernahm sie die Leitung des Instituts für Theoretische Studien (ETH-ITS). Ebenfalls 2025 erhielt sie die Blaise-Pascal-Medaille.

## Forschungsschwerpunkte
Majborodas Forschungsschwerpunkte liegen vor allem im Bereich der Analysis, der partiellen Differentialgleichungen, der harmonischen Analyse und der geometrischen Maßtheorie. Durch ihre Arbeit haben sich zudem neue Ansätze für die Anderson-Lokalisierung ergeben.